# Mulla

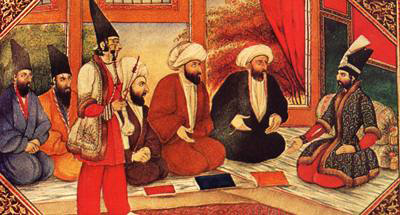
Mullor vid ett iranskt hov

Mulla,  molla, (persiska/urdu مللا mulla, förvanskad uttalsform av arabiskans maula, herre) är en skriftlärd islamisk ledare, teolog och jurist i en person som har studerat Koranen, hadith-traditionerna och den islamiska rättsvetenskapen (fiqh) och som anses vara expert i religiösa angelägenheter. Mulla är även en titel för vissa domare och ämbetsmän.
Mullor är särskilt vanliga inom shiaislam. En sådan känns igen på sin turban, sin vida fotlånga kaftan och sitt skägg.
En mulla kan även vara en teolog av lägre rang som dock fått viss utbildning vid en madrasa. "Mulla" är därför ibland en nedsättande benämning.